# Alexij (Bělkovskij)
Svatý Alexij (světským jménem: Pjotr Filippovič Bělkovskij; 14. prosince 1841, Rožděstveno – 18. října 1937, Velikij Usťug) byl ruský duchovní Ruské pravoslavné církve, arcibiskup velikousťugský a usťvymský, mučedník.

## Život
Narodil se 14. prosince 1841 ve vesnici Rožděstveno Tulské gubernie v rodině kněze Filippa Jefimoviče Bělkovského (1813–1878).
Navštěvoval Tulský duchovní seminář. Roku 1864 jej biskup tulský a beljovský Nikandr (Pokrovskij) rukopoložil na jereje. Oženil se s Jelizavetou Ivanovnou, se kterou měl pět dětí: Alexej, Alexandr, Vasilij, Jevgenij a Věra.
Po vysvěcení se stal knězem chrámu svatého Alexandra Něvského při nemocnici v Tule.
Od roku 1867 byl učitelem na pěvecké archijerejské škole, následně učitel na zdravotnické škole a v dalších školách.
V letech 1873–1879 byl členem představenstva Tulského duchovního učiliště.
Dne 17. května 1875 byl převeden do služby v katedrálním chrámu Všech svatých v Tule a 1. září 1879 do chrámu svatého archanděla Michaela při sirotčinci, kde také působil jako učitel Zákona Božího.
Roku 1891 během hladomoru organizoval pomoc hladovějícím dětem.
Dne 9. dubna 1897 byl povýšen na protojereje. Stejného roku ovdověl a byl postřižen na monacha se jménem Alexij.
Dne 14. března 1898 se stal představeným (archimandrita) monastýru Proměnění Páně ve Staré Rusi.
Dne 20. srpna 1904 byl zvolen biskupem velikousťugským a vikářem vologdské eparchie. Dne 1. září byl oficiálně jmenován biskupem a 5. září proběhla jeho biskupská sechirotonie.
Pod jeho vedením byla postavena ženská eparchiální škola a postaveno několik chrámů.
Dne 25. dubna 1906 byl na vlastní žádost penzionován z důvodu vysokého věku a špatného zdraví.
Dne 9. prosince 1909 byl znovu uveden do služby a 13. září 1916 obdržel zvláštní pravomoc s titulem biskup velikousťugský a usťvymský. Dne 3. září 1918 byl potvrzen ve funkci eparchiálního biskupa nově vzniklé eparchie.
Dne 29. března 1920 byl povýšen na arcibiskupa.
Po zatčení patriarchy Tichona a ustanovení renovační Vyšší církevní správy byl jako příznivec patriarchy propuštěn z let svého úřadu.
Žil ve Velikém Usťugu v chrámu svatého Simeona Stylity. Po uzavření chrámu pobýval v chrámové vrátnici.
Na podzim roku 1937 byl v 95 letech zatčen ve vesnici Dymkovo. Nemohl se již pohybovat, a proto byl důstojníky NKVD vynesen na posteli. Byl při plném vědomí a povzbuzoval své bratry, aby se postavili za víru, a o několik dní později zemřel ve vězení (bývalý katedrální chrám monastýru svatého archanděla Michaela). Tělo bylo vrženo do příkopu ve svahu u potoka. Věřícím se podařilo v noci vytáhnout biskupovo tělo a tajně ho pohřbít.

## Kanonizace
V srpnu roku 2000 jej Ruská pravoslavná církev svatořečila jako mučedníka a byl zařazen mezi Sbor všech novomučedníků a vyznavačů ruských.
Jeho svátek se připomíná 15. prosince.